# IC 3528
IC 3528 је спирална галаксија у сазвјежђу Береникина коса која се налази на листи објеката дубоког неба у Индекс каталогу.
Деклинација објекта је + 15° 33' 58" а ректасцензија 12h 34m 55,8s. Привидна величина (магнитуда) објекта IC 3528 износи 14,6 а фотографска магнитуда 15,4. IC 3528 је још познат и под ознакама MCG 3-32-74A, CGCG 99-95, VCC 1593, NPM1G +15.0374, PGC 41882.